# Chaetopisthes brevipes
Chaetopisthes brevipes är en skalbaggsart som beskrevs av Champion och Erich Wasmann 1923. Chaetopisthes brevipes ingår i släktet Chaetopisthes och familjen Aphodiidae. Inga underarter finns listade i Catalogue of Life.